# Pałac Wolsztyński
Pałac Wolsztyński – zabytkowy pałac oraz park w Wolsztynie (województwo wielkopolskie, powiat wolsztyński, gmina Wolsztyn).
Obiekt znajduje się w centrum miasta nad Jeziorem Wolsztyńskim. 

## Historia
Pałac Wolsztyński został zbudowany w 1845 roku dla Apolinarego Gajewskiego herbu Ostoja (charakter neorenesansowy). W roku 1890 nowym właścicielem Wolsztyna został hrabia Stefan Mycielski herbu Dołęga, żonaty z Ireną Łącką herbu Korzbok. Roger Sławski przebudował pałac dla aktualnego właściciela w 1911 roku (charakter neoklasyczny). W wyniku pożaru w 1945r. został spalony i odbudowywany był przez dwa lata w 1960-62, niestety bez odtworzenia zabytkowych wnętrz przez co pałac pełnił rolę "Domu Turysty". Obecnie pałac jest odrestaurowany - budynek o rzucie wydłużonego prostokąta. Nakrywa go niski dwuspadowy dach. Zwieńczony jest piękną tralkową attyką, a jego frontową fasadę zdobi sześciokolumnowy portyk o pseudojońskich kolumnach, z trójkątnym tympanonem u góry, w którym umieszczono tarcze z herbami Dołęga i Korzbok.

## Położenie
Park pałacowy położony jest nad jeziorem Wolsztyńskim. Założony został na przełomie XVII/XVIII wieku. W XVII wieku drzewostan służył w celach rekreacyjnych oraz miał zwrócić uwagę na właściciela pałacu. Na przełomie XVIII/XIX wieku pojawiły się aleje lipowe oraz grabowe, do czego przyczynił się Aleksander Gajewski. Następni właściciele nie zmieniali formy parku. Ograniczali się tylko do sadzenia ozdobnych drzew oraz krzewów. Po wojnie pielęgnowano tylko cześć przy pałacu, przez co wymarły cenne rodzaje drzew. Niestety nasadzone drzewa, które nigdy nie powinny znaleźć się w drzewostanie parkowym np. topole, klony jesionolistne i jesiony. Prowadzone od 1993 r. prace porządkujące drzewostan, mają m.in. na celu zniwelowanie szkód poczynionych przez nierozważne nasadzenia. Obecnie park ma charakter krajobrazowy.
Jezioro Wolsztyńskie jest jednym z jezior tzw. rynny wolsztyńskiej połączonych rzeką Dojcą. Powierzchnia wynosi 124,4 ha. Jest bardzo płytkie, a dno mało urozmaicone. Ma wydłużony kształt oraz linię brzegową. Brzegi są zabagnione. Na środku jeziora znajduje się wyspa "Tumidaj" o powierzchni 1,3 ha. Północny brzeg jeziora jest miejscem gniazdowania licznych rzadkich i ginących gatunków ptaków, m.in. rybitwy czarnej, zausznika, remiza, czernicy i łabędzia niemego. W parku nad jeziorem znajduje się plaża, kąpielisko, i pomost.

## Galeria

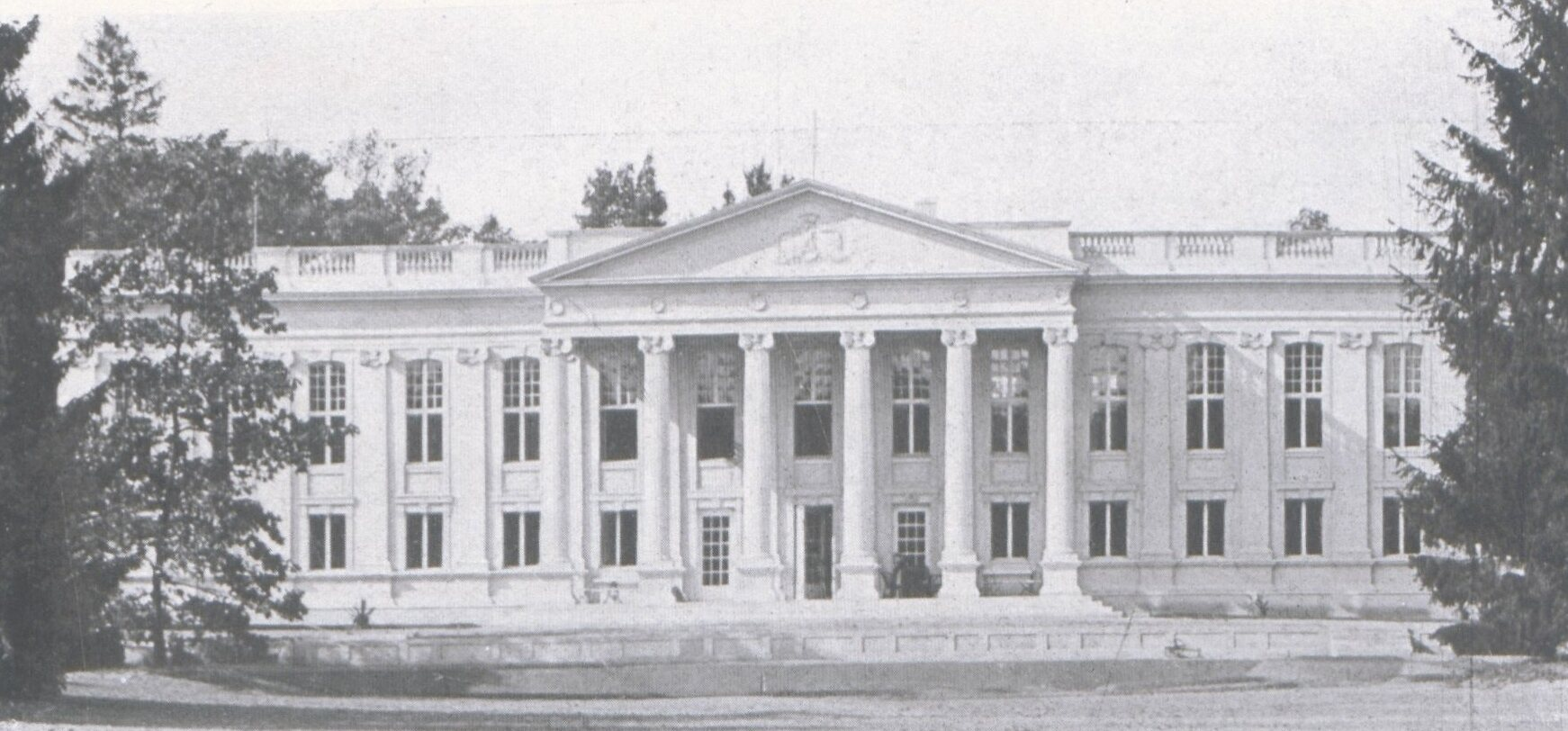
Pałacu przed 1909
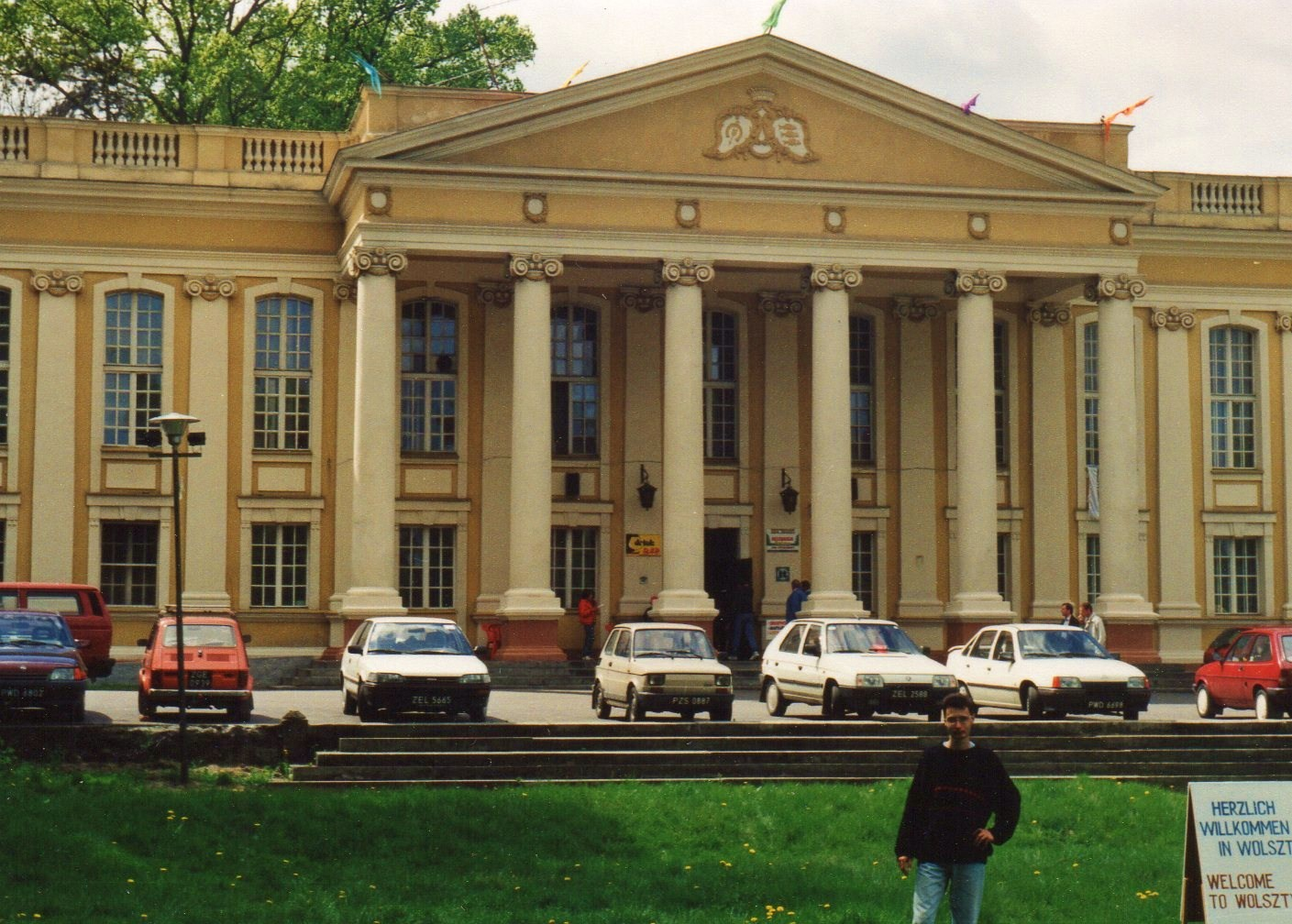
Portyk z herbami
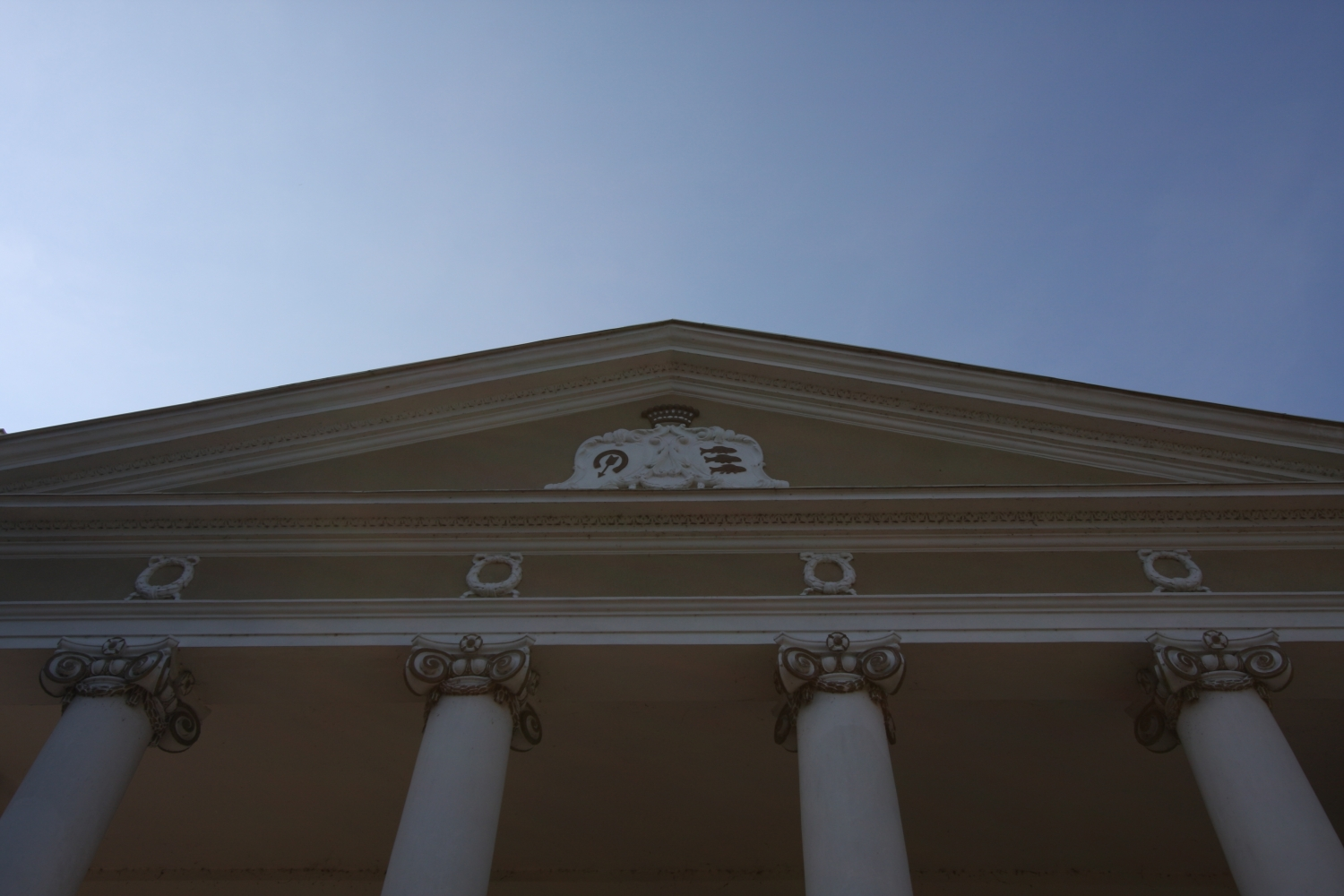
Fronton z herbami
Herb Dołega Stefana Mycielskiego
Herb Korzbok Ireny Łąckiej, żony Stefana
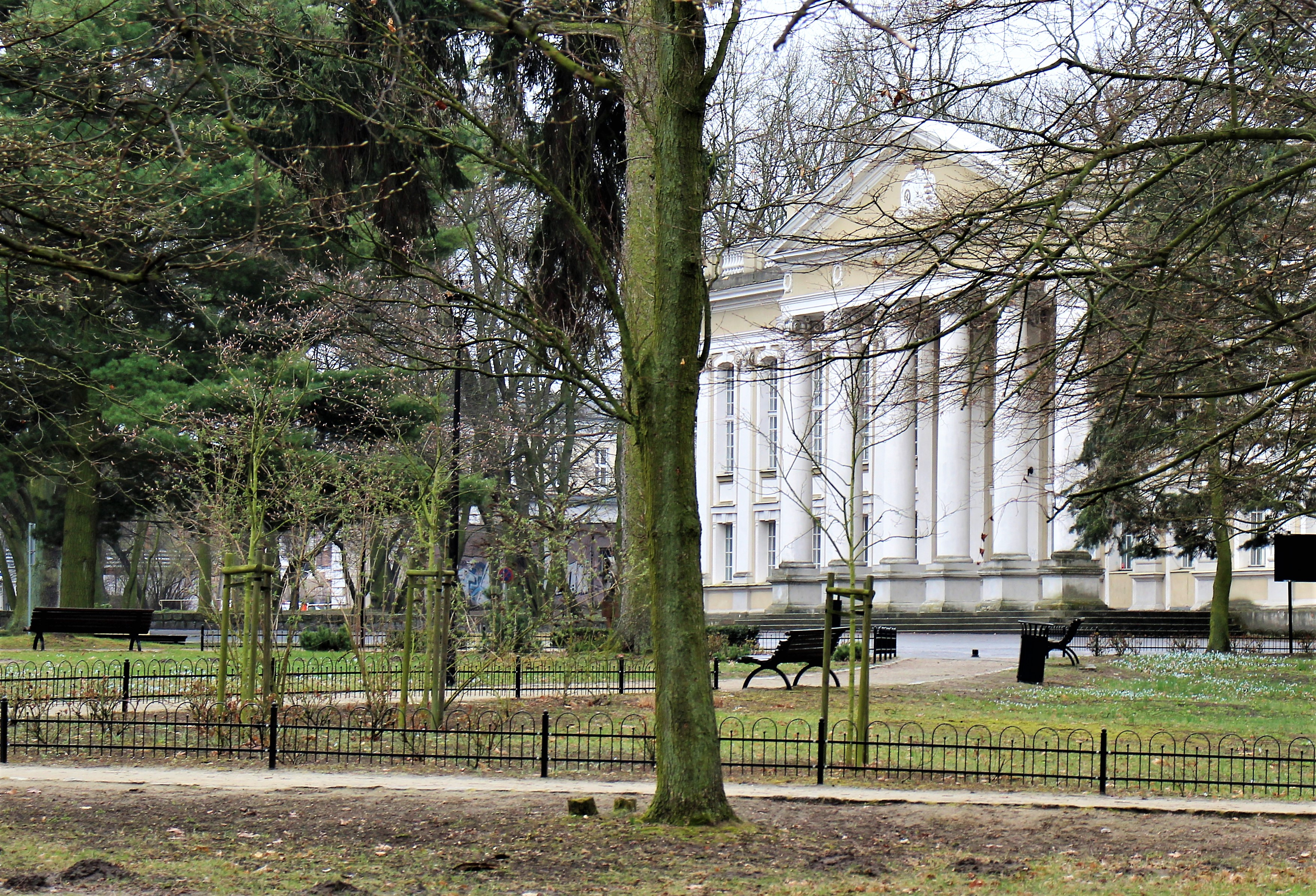
Pałac i park
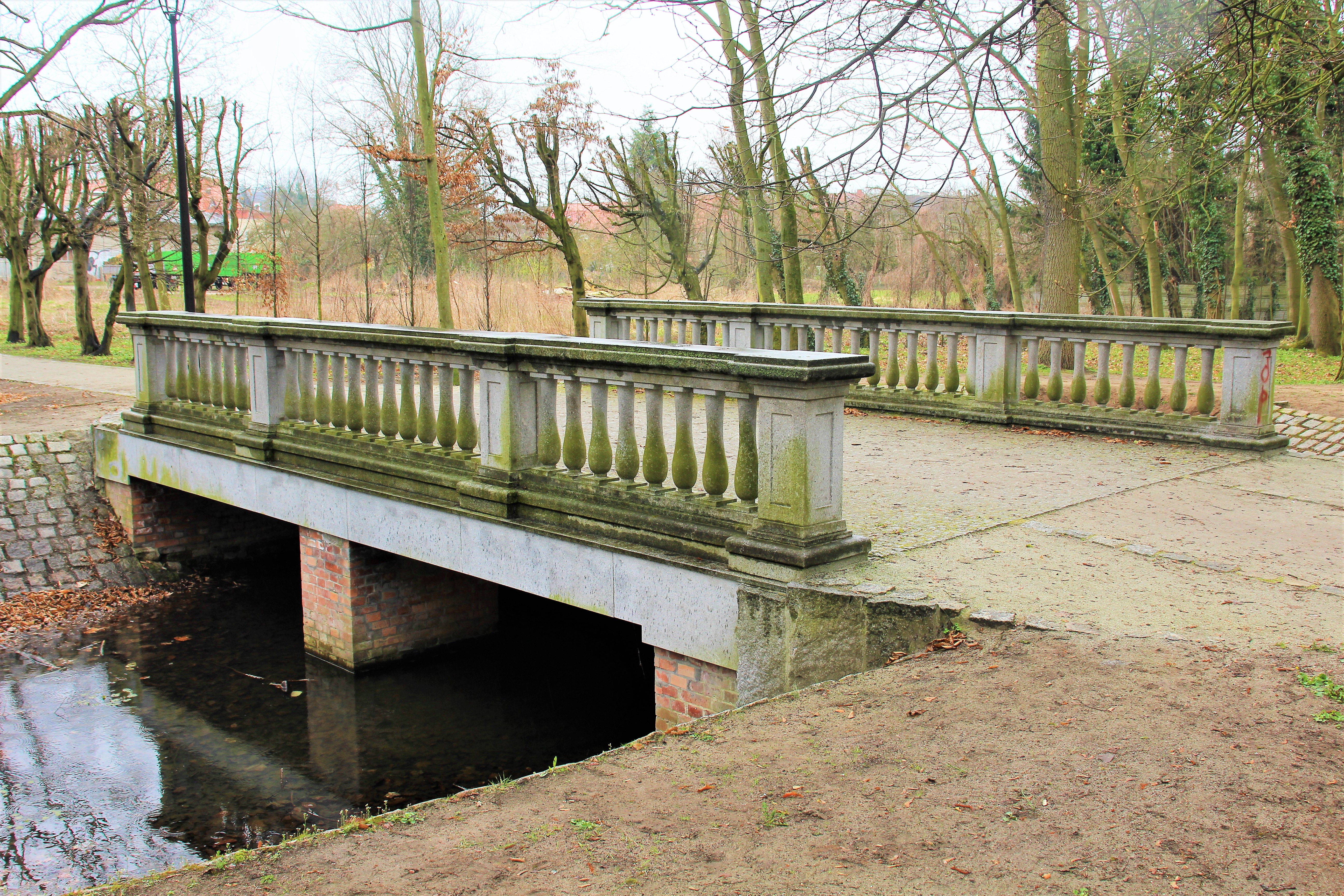
Most w parku pałacowym
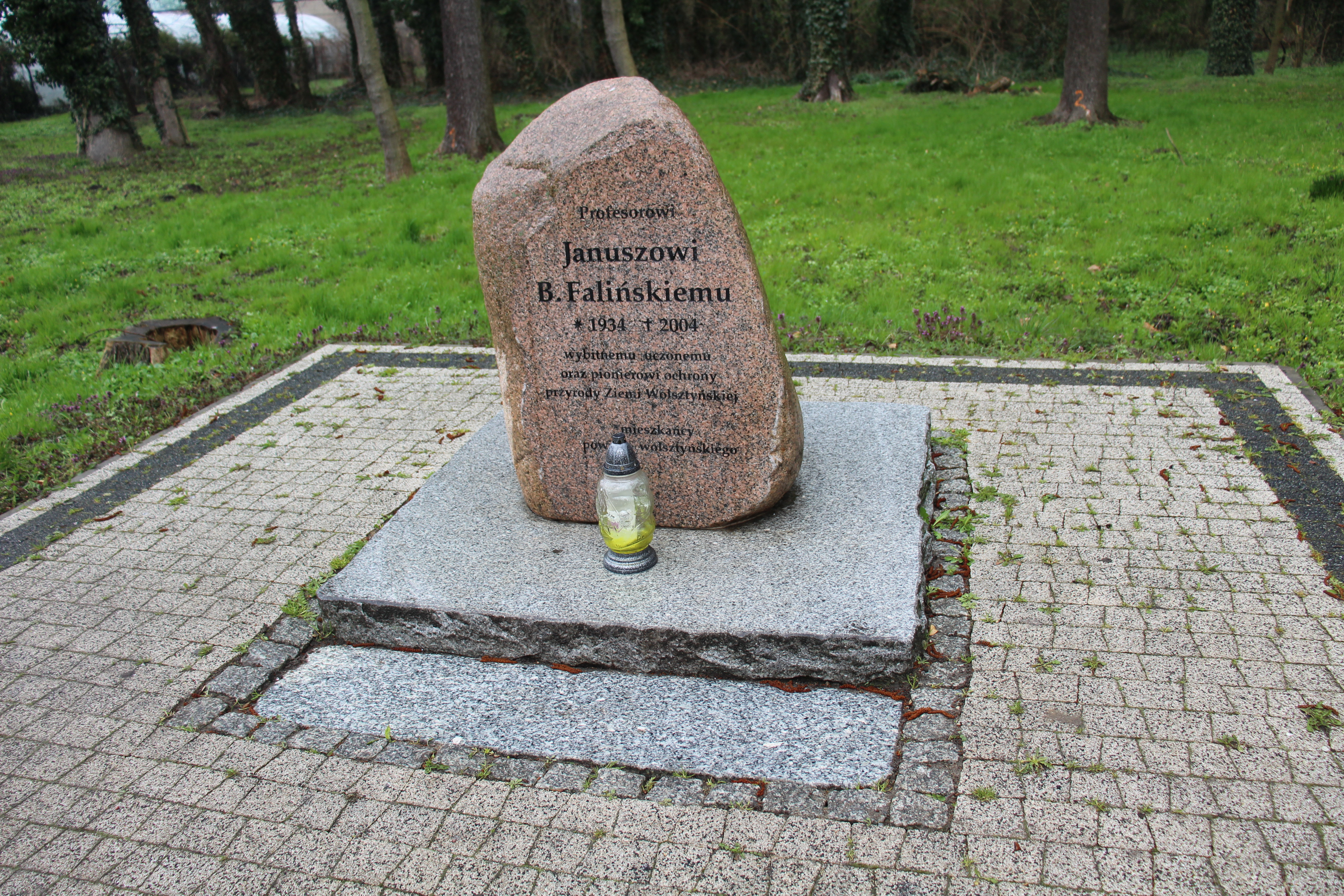
Głaz Janusza B. Falińskiego

## Pomniki przyrody
- Dęby o obwodzie do 4,6 m
- Buki o obwodzie do 3,6 m
- Jesiony o obwodzie do 3,5 m
- Topola kanadyjska o obwodzie 5,2 m
- Miłorząb japoński o obwodzie 1,6 m

Na jednym z dębów Marcin Rożek (zamieszkujący w Wolsztynie, sławny rzeźbiarz oraz malarz) wyrzeźbił głowy Meduzy i Fauna. Niestety przez stan drzewa w 1994 roku rzeźby przekazano do muzeum poświęconego autorowi i zastąpiono je kopiami.